# Heterogena exitela
Heterogena exitela är en fjärilsart som beskrevs av Turner 1947. Heterogena exitela ingår i släktet Heterogena och familjen mätare. Inga underarter finns listade i Catalogue of Life.